# 微獸目
微獸目（學名：Microbiotheria）又称 智魯負鼠目 或 小負鼠目，是哺乳纲、后兽下纲的一个演化支，其下仅包含一科，即 微獸科（Microbiotheriidae），該科的物種基本都已滅絕，唯一的现生种为南猊，同时也是微兽目唯一的现生种。
現時已知最古老的微獸目成員是 Khasia cordillerensis，其化石在玻利維亞的古新世地層發現。另外亦有幾個屬是在南美洲古近紀及新近紀的地層發現。在南極洲西部西摩島上發現的大量始新世中期動物牙齒化石，有可能都屬於微獸目。亦有報告指在澳洲西北部發現了屬於始新世早期的微獸目化石，但並未描述。若它們確實屬於微獸目，則可提供重要的演化及生物地理學資料。
微獸科最初被認為隸屬於負鼠目，但解剖學及遺傳學的研究結果顯示牠們自成一目，且與澳洲的有袋類接近。現行分類中，微獸目與澳洲的有袋類一同組成澳洲有袋总目。
在南美洲、南極洲及澳洲還是連結在岡瓦那大陸的時期，南猊的祖先相信是原本就留在南美洲，或是跟隨其他動物群從澳洲進入南美洲。

## 外部連結
- Mikko's Phylogeny Archive
- Entry by the Zoological Society of London[]